# هيونداي للصناعات الثقيلة

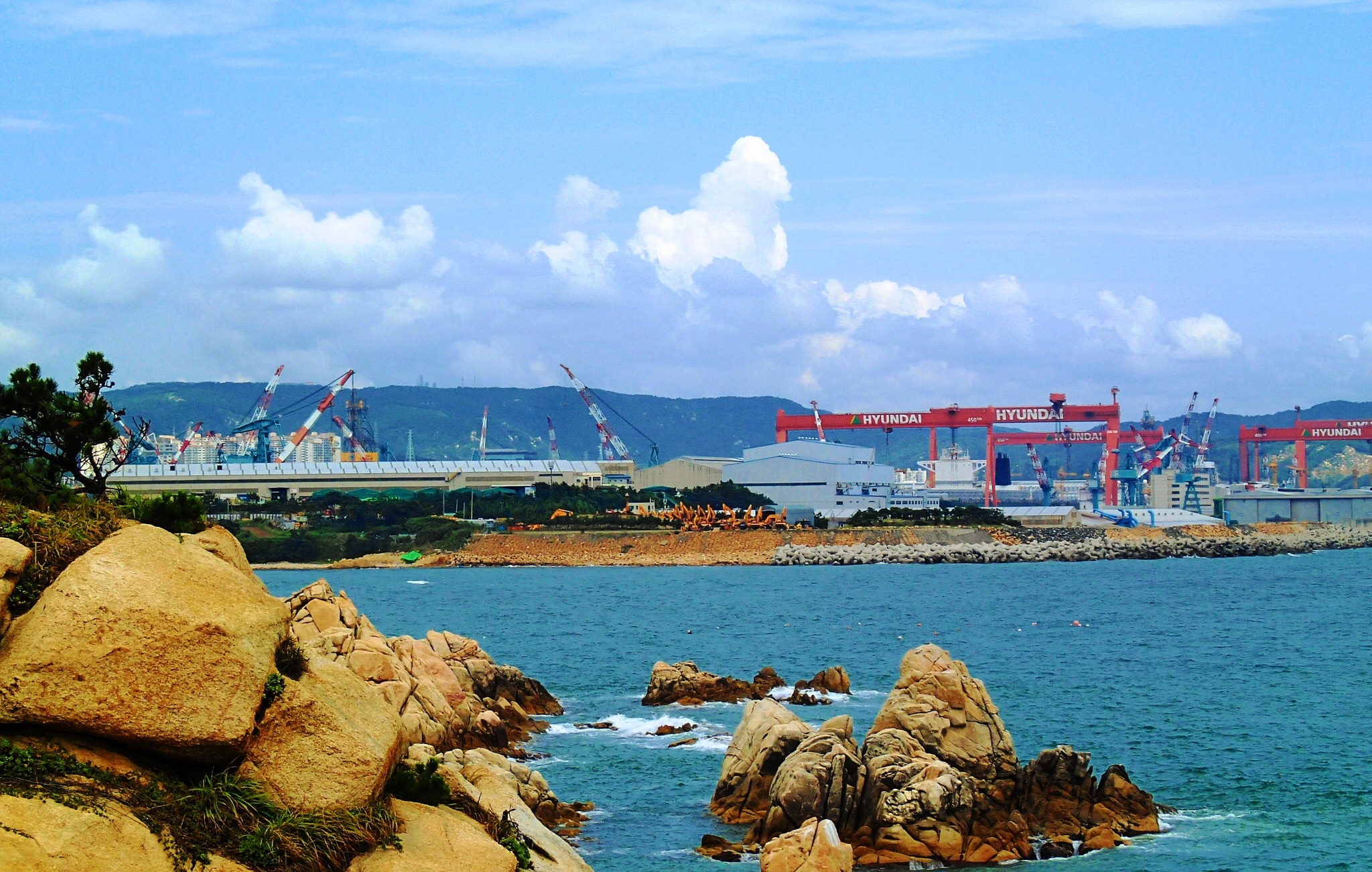
Hyundai Heavy Industries cranes and ship yard

شركة هيونداي للصناعات الثقيلة المحدودة (بالإنجليزية: Hyundai Heavy Industries Co., Ltd. (HHI) )‏ هي أكبر شركة في العالم لبناء السفن، مقرها في أولسان، كوريا الجنوبية. لديها أربعة أقسام الأعمال: بناء السفن، البحرية والهندسة، مرافق الصناعة والهندسة، المحركات والآلات.

## روابط خارجية
- Hyundai Heavy Industries (HHI) English website
- Hyundai Heavy Industries Europe (HHIE) English website
- Hyundai Construction Equipment USA, Hyundai Construction Equipment Australia, a division of Hyundai Heavy Industries
- Hyundai Heavy Industries Brasil (HHIB) Portuguese website

قالب:Hyundai
قالب:KRX 100 companies
قالب:S&P Asia 50